# 馬國聘
馬國聘，河南省洧川人，中華民國政治人物，1946年4月2日，馬國聘與其兄馬錫霖出任河南省洧川市人民自由保障委員會委員。他還當過洧川縣參議長。後來他成為由農業團體選出的國大代表。

## 家世
- 祖父：馬玉貴，河南省洧川人。
- 父：馬紹文，河南省洧川人。[3]
- 兄：馬錫霖，河南省洧川人，黃埔軍校第四期經理科大隊第一隊。[4]